# Ophiopteron sibogae
Ophiopteron sibogae är en ormstjärneart som beskrevs av Jean Baptiste François René Koehler 1905. Ophiopteron sibogae ingår i släktet Ophiopteron och familjen Ophiothrichidae. Inga underarter finns listade i Catalogue of Life.